# 미술 모델

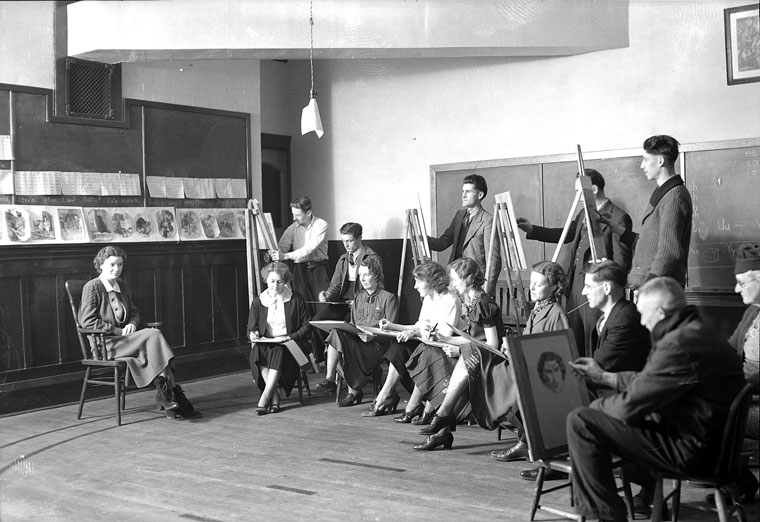

미술 모델(美術 - , 영어: art model)은 회화, 조각, 판화, 소묘 등 인체 소묘가 포함된 모든 미술 작품의 재제 및 대상이 되는 인체 모델이다.

## 같이 보기
- 나체 미술